# Elizabeth Keith
Elizabeth Keith (Macduff, 1887 — Londres, 1956) est une graveur, aquarelliste et écrivaine britannique.
Ses œuvres ont été considérablement influencées par ses voyages au Japon, en Chine, en Corée et aux Philippines.

## Biographie
Elizabeth Keith naît à Macduff, en Écosse, le 30 avril 1887. Elle est la cousine de l'anthropologue Arthur Keith.
L'œuvre de Keith consiste en des gravures représentant la vie et la culture asiatiques, une fascination qu'elle a acquise lors de son voyage à Tokyo à l'âge de 28 ans, où elle est restée pendant neuf ans. Au cours de sa première année au Japon, elle a organisé une petite exposition de caricatures de résidents étrangers à Tokyo, qu'elle a publiée sous la forme d'un livre au profit de la Croix-Rouge intitulé Grin and Bear It (Grimace et supporte-le). Lors d'un voyage en Corée, elle a ramené quelques aquarelles et les a exposées à Tokyo ; elle a affirmé que c'était « la première exposition de sujets coréens jamais organisée là-bas ». Shōzaburō Watanabe, l'éditeur de Shin-Hanga a vu son exposition et a convaincu Keith de transformer l'une des œuvres en gravure sur bois — une vue de la porte Est à Séoul,.
Keith poursuit ses voyages à travers l'Asie, visitant la Chine, la Corée et les Philippines, rassemblant plus de sujets pour son travail artistique. Elle a appris les méthodes d'impression traditionnelles japonaises sur bois, imitant le travail de Katsushika Hokusai, Ando Hiroshige et Kitagawa Utamaro. Le travail de Keith a gagné en popularité non seulement au Japon, mais aussi à Londres et à New York. Les paysages, les personnes en costume traditionnel ou commun, et les rituels culturels étaient au centre de son imagerie. Elle a également créé des portraits imprimés dans la veine d'une tradition chinoise du portrait peint appelée xingle tu ou « portraits de plaisir ».

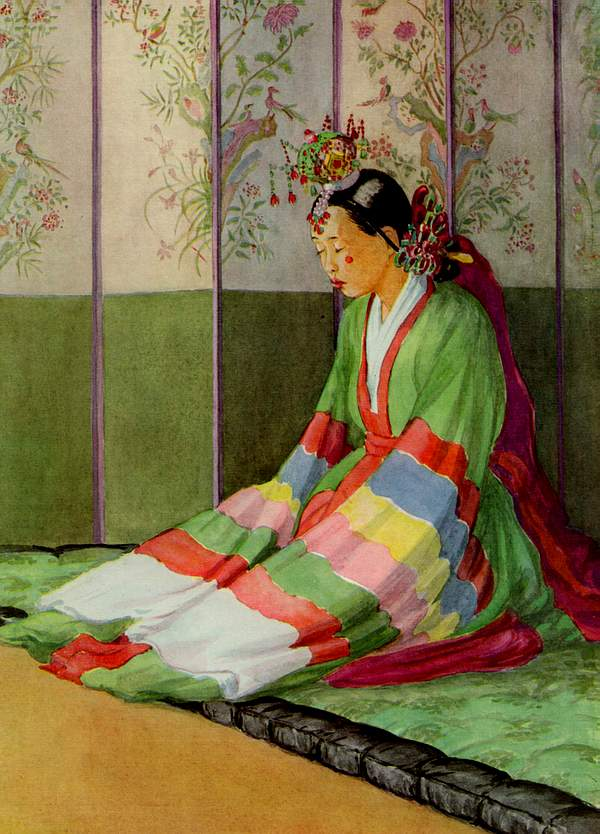
Korean Bride (Fiancée coréenne), peinture d'Elspet Keith Robertson Scott d'après Elizabeth Keith, 1938.

En 1924, Keith est retournée en Grande-Bretagne où elle a commencé à apprendre les techniques de l'estampe en couleur et, en 1925, elle a commencé à imprimer ses propres œuvres, en utilisant un premier sceau « à l'orientale » pour les signer. En 1928, elle a publié un journal de voyage illustré de son séjour en Asie intitulé Eastern Windows (Fenêtre de l'Est). Keith est retournée en Asie et au Japon de 1929 à 1932, puis de nouveau en 1934 ; entre ces visites, elle a été élue membre de la Royal Society of Arts à Londres.
En 1936 et 1937, Keith a organisé des expositions aux États-Unis, avec le soutien de Grace Nicholson (en), collectionneuse d'art asiatique basée en Californie, ainsi qu'une exposition à la Beaux Arts Gallery (en) de Londres, qui a reçu la visite de la reine Elizabeth,,. Pendant la Seconde Guerre mondiale, Keith a collecté des fonds pour aider les femmes chinoises touchées par la violence militaire japonaise, bien qu'elle ait apparemment « gardé des sentiments chaleureux pour ses nombreux amis japonais ». En 1946, elle a publié avec sa sœur Elspet un livre intitulé Old Korea : The Land of the Morning Calm (Ancienne Corée : le pays du matin calme), qui contenait des critiques sur la colonisation de la Corée par le Japon avant et pendant la guerre et était dédié au général Douglas MacArthur, au comte Louis Mountbatten et à l'amiral Chester Nimitz.
Elizabeth Keith meurt à Londres en 1956 des suites d'une longue maladie,.

## Conservation
Les estampes d'Elizabeth Keith sont à la fois rares et chères, car le nombre d'exemplaires imprimés était faible et, de son vivant, elle ne pouvait pas vendre de plus grands tirages. Certaines de ses estampes n'ont été publiées qu'à 30 ou 50 exemplaires. De son vivant, certaines de ses œuvres ont été acquises par le British Museum à Londres, le musée Guimet à Paris, le Musée des beaux-arts du Canada à Ottawa et l'Honolulu Museum of Art. La reine Elizabeth a acheté plusieurs des estampes de Keith en 1937. Son portfolio comprend plus d'une centaine de gravures sur bois et une douzaine d'eaux-fortes en couleur. Toutes ses gravures sur bois sont signées au crayon. Les signatures sont cependant aujourd'hui souvent très décolorées.